# Wushu tại Đại hội Thể thao Đông Nam Á 2005
Wushu tại Đại hội Thể thao Đông Nam Á năm 2005 được tổ chức từ ngày 28 đến 30 tháng 11 năm 2005 tại EAC Gymnasium, khu Ermita, thành phố Manila, Philippines, trong khuôn khổ SEA Games lần thứ 23.
Chương trình thi đấu bao gồm hai nội dung chính:
1. Taolu (biểu diễn quyền thuật) – cá nhân nam, nữ, với các nội dung như Changquan (Trường quyền), Daoshu (Đao thuật), Jianshu (Kiếm thuật), Qiangshu (Thương thuật), Gunshu (Côn thuật), Nanquan (Nam quyền), và Taijiquan/Taijijian (Thái cực quyền/kiếm) en.wikipedia.org+9en.wikipedia.org+9de.wikipedia.org+9.
2. Duilian (song đấu biểu diễn quyền) – đôi nam và đôi nữ biểu diễn động tác quyền thuật đồng bộ .
3. Sanda (đối kháng) – nội dung đối kháng nam (48 kg, 56 kg, 60 kg, 70 kg), nội dung nữ gồm các hạng 45 kg và 52 kg

Đoàn chủ nhà Philippines giành vị trí nhất toàn đoàn với 11 huy chương vàng.

## Bảng huy chương
| Hạng               | NOC                | Vàng | Bạc | Đồng | Tổng số |
| ------------------ | ------------------ | ---- | --- | ---- | ------- |
| 1                  | Philippines (PHI)  | 11   | 4   | 2    | 17      |
| 2                  | Việt Nam (VIE)     | 7    | 8   | 8    | 23      |
| 3                  | Myanmar (MYA)      | 2    | 3   | 8    | 13      |
| 4                  | Singapore (SIN)    | 1    | 1   | 2    | 4       |
| 5                  | Thái Lan (THA)     | 1    | 0   | 6    | 7       |
| 6                  | Indonesia (INA)    | 0    | 3   | 2    | 5       |
| 7                  | Malaysia (MAS)     | 0    | 2   | 3    | 5       |
| 8                  | Lào (LAO)          | 0    | 1   | 0    | 1       |
| Tổng số (8 đơn vị) | Tổng số (8 đơn vị) | 22   | 22  | 31   | 75      |

## Tóm tắt kết quả

### Biểu diễn nam
| Nội dung                       | Vàng                                       | Bạc                                         | Đồng                                             |
| ------------------------------ | ------------------------------------------ | ------------------------------------------- | ------------------------------------------------ |
| Trường quyền                   | Nguyễn Tiến Đạt · Việt Nam                 | Phi Wai Phyo · Myanmar                      | Arvin Ting · Philippines                         |
| Đao thuật                      | Arvin Ting · Philippines                   | Ang Eng Chong · Malaysia                    | Aung Si Thu · Myanmar                            |
| Kiếm thuật                     | Willy Wang · Philippines                   | Phi Wai Phyo · Myanmar                      | Lim Yew Fai · Malaysia                           |
| Nam quyền                      | Pedro Quina · Philippines                  | Ho Ro Bin · Malaysia                        | Sandry Liong · Indonesia                         |
| Côn thuật                      | Phi Wai Phyo · Myanmar                     | Nguyễn Tiến Đạt · Việt Nam                  | Trương Quốc Chí · Việt Nam                       |
| Thương thuật                   | Willy Wang · Philippines                   | Nguyễn Văn Cường · Việt Nam                 | Aung Si Thu · Myanmar                            |
| Thái cực quyền / Thái cực kiếm | Gon Qiu Bin · Singapore                    | Kenneth Lim · Philippines                   | Chu Mạnh Cường · Việt Nam                        |
| Song đấu biểu diễn quyền       | Philippines · Lester Pimentel · Richard Ng | Việt Nam · Nguyễn Tiến Đạt · Trần Đức Trọng | Thái Lan · Somdej Srisuk · Wanchalerm Puangthong |
| Song đấu biểu diễn quyền       | Philippines · Lester Pimentel · Richard Ng | Việt Nam · Nguyễn Tiến Đạt · Trần Đức Trọng | Indonesia · Heryanto · Sandry Liong              |

### Đối kháng nam
| Hạng cân | Vàng                          | Bạc                           | Đồng                          |
| -------- | ----------------------------- | ----------------------------- | ----------------------------- |
| 48 kg    | Rene Catalan · Philippines    | Lê Minh Tùng · Việt Nam       | Wathana Sasaku · Thái Lan     |
| 48 kg    | Rene Catalan · Philippines    | Lê Minh Tùng · Việt Nam       | Pyi Han Tun · Myanmar         |
| 56 kg    | Trần Nhật Huy · Việt Nam      | Rexel Nganhayna · Philippines | Maung Maung Han · Myanmar     |
| 56 kg    | Trần Nhật Huy · Việt Nam      | Rexel Nganhayna · Philippines | Wichan Toonkratoak · Thái Lan |
| 60 kg    | Wiwat Choo-ubon · Thái Lan    | Phoxay Aphaylath · Lào        | Saw Khaing · Myanmar          |
| 60 kg    | Wiwat Choo-ubon · Thái Lan    | Phoxay Aphaylath · Lào        | Mark Eddiva · Philippines     |
| 70 kg    | Eduard Folayang · Philippines | Nguyễn Đức Trung · Việt Nam   | Hla Moe · Myanmar             |
| 70 kg    | Eduard Folayang · Philippines | Nguyễn Đức Trung · Việt Nam   | Metee Phonork · Thái Lan      |

### Biểu diễn nữ
| Nội dung                       | Vàng                                 | Bạc                                         | Đồng                                         |
| ------------------------------ | ------------------------------------ | ------------------------------------------- | -------------------------------------------- |
| Trường quyền                   | Nguyễn Thị Mỹ Đức · Việt Nam         | Susyana Tjhan · Indonesia                   | Chai Fong Wei · Malaysia                     |
| Trường quyền                   | Nguyễn Thị Mỹ Đức · Việt Nam         | Susyana Tjhan · Indonesia                   | Đàm Thanh Xuân · Việt Nam                    |
| Đao thuật                      | Aida Yang · Philippines              | Đàm Thanh Xuân · Việt Nam                   | Chai Fong Wei · Malaysia                     |
| Côn thuật                      | Đàm Thanh Xuân · Việt Nam            | Susyana Tjhan · Indonesia                   | Lâm Kiều Mỹ Dung · Việt Nam                  |
| Kiếm thuật                     | Vicky Ting · Philippines             | Susyana Tjhan · Indonesia                   | Nguyễn Thị Mỹ Đức · Việt Nam                 |
| Nam quyền                      | Ma Swe Swe Thant · Myanmar           | Nguyễn Thị Ngọc Oanh · Việt Nam             | Nguyễn Thị Thuỳ Dương · Việt Nam             |
| Thương thuật                   | Nguyễn Thị Mỹ Đức · Việt Nam         | Khor Poh Chon · Singapore                   | Vũ Trà My · Việt Nam                         |
| Thái cực quyền / Thái cực kiếm | Bùi Mai Phương · Việt Nam            | Janice Hung · Philippines                   | Shen Pin Xiu · Singapore                     |
| Song đấu biểu diễn quyền       | Philippines · Aida Yang · Vicky Ting | Myanmar · Ei Khaing Htwe · Ma Swe Swe Thant | Singapore · Deng Ying Zhi · Ng Xin Ni        |
| Song đấu biểu diễn quyền       | Philippines · Aida Yang · Vicky Ting | Myanmar · Ei Khaing Htwe · Ma Swe Swe Thant | Việt Nam · Nguyễn Thị Thuỳ Dương · Vũ Trà My |

### Đối kháng nữ
| Hạng cân | Vàng                          | Bạc                            | Đồng                        |
| -------- | ----------------------------- | ------------------------------ | --------------------------- |
| 45 kg    | Bùi Thị Như Trang · Việt Nam  | Jennifer Lagilag · Philippines | Saisawat Boontan · Thái Lan |
| 45 kg    | Bùi Thị Như Trang · Việt Nam  | Jennifer Lagilag · Philippines | Thin Zar Soe · Myanmar      |
| 52 kg    | Rhea May Rifani · Philippines | Ngô Thị Hà · Việt Nam          | Kittika Sitthan · Thái Lan  |
| 52 kg    | Rhea May Rifani · Philippines | Ngô Thị Hà · Việt Nam          | Yar Zar Khaing · Myanmar    |